# 阿曼䲁
阿曼䲁（學名：Oman ypsilon），為輻鰭魚綱鳚形目䲁科阿曼䲁屬的一種，被IUCN列為易危保育類動物，分布於西印度洋阿曼海域，深度2至6公尺，體魚體延長，略側扁，頭短鈍，無觸鬚，背鰭無缺刻，與尾柄相連，體色淡黃色，額頭深褐色，頭頂及眼眶下方各有一條白色線紋，背鰭硬棘10枚、背鰭軟條25-26枚、臀鰭硬棘2枚、臀鰭軟條23-24枚，體長可達4公分，成魚棲息在有遮蔽的岩礁，會倒立游泳，雌魚產附著性卵，雄魚有護卵行為，幼魚為浮游性，生活習性不明。